# Zwierzyń (gromada)
Zwierzyń (od połowy lat 1960. Zwierzyn) – dawna gromada, czyli najmniejsza jednostka podziału terytorialnego Polskiej Rzeczypospolitej Ludowej w latach 1954–1972.
Gromady, z gromadzkimi radami narodowymi (GRN) jako organami władzy najniższego stopnia na wsi, funkcjonowały od reformy reorganizującej administrację wiejską przeprowadzonej jesienią 1954 do momentu ich zniesienia z dniem 1 stycznia 1973, tym samym wypierając organizację gminną w latach 1954–1972.
Gromadę Zwierzyń z siedzibą GRN w Zwierzyniu (w obecnym brzmieniu Zwierzyn) utworzono – jako jedną z 8759 gromad na obszarze Polski – w powiecie strzeleckim w woj. zielonogórskim na mocy uchwały nr V/22/54 WRN w Zielonej Górze z dnia 5 października 1954. W skład jednostki weszły obszary dotychczasowych gromad Zwierzyń, Rzekcin, Sarbiewo, Zagaje i Łąki ze zniesionej gminy Zwierzyń oraz Gardzko ze zniesionej gminy Stare Kurowo w tymże powiecie. Dla gromady ustalono 24 członków gromadzkiej rady narodowej.
1 stycznia 1958 do gromady Zwierzyń włączono wieś Górecko z gromady Gościmiec w tymże powiecie; z gromady Zwierzyń wyłączono natomiast wieś Gardzko, włączając ją do nowo utworzonej gromady Strzelce Krajeńskie tamże.
1 stycznia 1959 do gromady Zwierzyń włączono wsie Gościmiec i Żółwin ze zniesionej gromady Gościmiec w tymże powiecie.
Gromada przetrwała do końca 1972 roku, czyli do kolejnej reformy gminnej. 1 stycznia 1973 w powiecie strzeleckim reaktywowano gminę Zwierzyn (od 1999 gmina należy do powiatu strzelecko-drezdeneckiego w woj. lubuskim).